# Thestor nesimachus
Thestor nesimachus är en fjärilsart som beskrevs av Charles Oberthür 1894. Thestor nesimachus ingår i släktet Thestor och familjen juvelvingar. Inga underarter finns listade i Catalogue of Life.